# Youch (Mazandéran)
Youch (en persan : يوش / Yuš) est un village du Mazandéran, en Iran. Le poète Nima Youchidj (1895-1958) y est né.